# Horní Kamenice
Horní Kamenice település Csehországban, a Domažlicei járásban. Horní Kamenice Staňkov és Holýšov településekkel határos. Lakosainak száma 245 fő (2024. január 1.).

## Népesség
A település lakosságának változását az alábbi diagram mutatja:
| Lakosok száma | 401  | 377  | 423  | 313  | 276  | 203  | 241  | 257  | 256  | 245  |
|               | 1869 | 1890 | 1921 | 1950 | 1980 | 2001 | 2017 | 2019 | 2022 | 2024 |